# 새드코어
새드코어(영어: Sadcore)는 우울한 가사, 다운비트 멜로디, 느린 템포가 특징인 노래나 음악(특히 얼터너티브 록)을 음악 저널리스트들이 지칭하는 하위 장르이다. 하지만 새드코어에 대한 정확한 특징은 정해져 있지 않다. 일부 비평가들은 슬로코어(slowcore)와 같은 말로 여겨지기도 한다. LA 위클리는 캣 파워를 새드코어의 여왕이라고 칭하였다. 뉴스 레코드에서는 2006년에 아랍 스트랩이 스코틀랜드 본토의 어둡고, 차가우며, 비가 내리고 우울한 듯한 느낌을 잘 살렸으며, 공격적이고 어두침침한 느낌도 있다고 언급하며 새드코어의 느낌이 있다고 언급하였다.
미국의 싱어송라이터 라나 델 레이는 스스로 자신의 음악을 할리우드 새드코어라고 묘사한다.